# Liste der Kulturgüter von nationaler Bedeutung im Kanton Appenzell Ausserrhoden
Diese Liste enthält alle national bedeutenden Kulturgüter (A-Objekte, geregelt in KGSV) im Kanton Appenzell Ausserrhoden, die in der Ausgabe 2009 (Stand: 1. Januar 2018) des Schweizerischen Inventars der Kulturgüter von nationaler und regionaler Bedeutung vermerkt sind. Sie ist nach politischen Gemeinden sortiert; enthalten sind 35 Einzelbauten und sechs Sammlungen.

## Abkürzungen
- A: Archäologie
- Arch: Archiv
- B: Bibliothek
- E: Einzelobjekt
- M: Museum
- O: Mehrteiliges Objekt

## Inventar nach Gemeinde

### Gais
| KGS-Nr. | Foto | Objektbezeichnung               | Typ | Adresse       | Koordinaten     |
| ------- | ---- | ------------------------------- | --- | ------------- | --------------- |
| 00407   |      | Haus zum Neuen Ochsen           | E   | Dorfplatz 14  | 752270 / 247732 |
| 00408   |      | Gasthof «Krone»                 | E   | Dorfplatz 6   | 752197 / 247698 |
| 00409   |      | Reformierte Kirche              | E   | Dorfplatz     | 752292 / 247671 |
| 00411   |      | Ehemaliges Kaufmannshaus Gruber | E   | Schwantlern 5 | 752300 / 247757 |
| 09908   |      | Gasthaus «Zum Falken»           | E   | Dorfplatz 15  | 752286 / 247719 |
| 09909   |      | Bauernhaus                      | E   | Ballmoos 47   | 754878 / 247799 |

### Heiden
| KGS-Nr. | Foto | Objektbezeichnung      | Typ  | Adresse                | Koordinaten     |
| ------- | ---- | ---------------------- | ---- | ---------------------- | --------------- |
| 09031   |      | Schwimm- und Sonnenbad | E    | Kohlplatz 967          | 758100 / 256707 |
| 09164   |      | Konzernarchiv SEFAR    | Arch | Hinterbissaustrasse 25 | 757992 / 256211 |

### Herisau
| KGS-Nr. | Foto | Objektbezeichnung                   | Typ  | Adresse               | Koordinaten     |
| ------- | ---- | ----------------------------------- | ---- | --------------------- | --------------- |
| 00432   |      | Wetterhaus                          | E    | Platz 12              | 738931 / 249944 |
| 00434   |      | Reformierte Kirche                  | E    | Platz                 | 738980 / 249980 |
| 00435   |      | Kantonales Regierungsgebäude        | E    | Obstmarkt 3           | 739016 / 249914 |
| 00443   |      | Rosenburg (heute Ruine Ramsenburg)  | E    | oberhalb Tüfenau      | 737090 / 250210 |
| 00445   |      | Walsersches Doppelhaus              | E    | Platz 1, 2            | 738951 / 249997 |
| 00460   |      | Eisenbahnbrücke SOB                 | E    | östlich vom Gübsensee | 742388 / 251672 |
| 08500   |      | Historisches Museum                 | M    | Platz                 | 738945 / 249935 |
| 08787   |      | Staatsarchiv Appenzell Ausserrhoden | Arch | Obstmarkt 1           | 739067 / 249938 |
| 09037   |      | Schwarzes Haus                      | E    | Cilanderstrasse 5     | 738539 / 249968 |
| 09094   |      | Zeughaus Ebnet                      | E    | Schützenstrasse 1     | 739089 / 250244 |
| 10418   |      | Altes Rathaus                       | E    | Schwänberg 2683       | 735958 / 250825 |
| 11802   |      | Rutenkaminhaus                      | E    | Schwänberg            | 735920 / 250730 |

### Speicher
| KGS-Nr. | Foto | Objektbezeichnung           | Typ | Adresse    | Koordinaten     |
| ------- | ---- | --------------------------- | --- | ---------- | --------------- |
| 00491   |      | Ehemaliges Haus Zuberbühler | E   | Oberdorf 2 | 751103 / 253123 |

### Stein
| KGS-Nr. | Foto | Objektbezeichnung                    | Typ | Adresse             | Koordinaten     |
| ------- | ---- | ------------------------------------ | --- | ------------------- | --------------- |
| 08572   |      | Appenzeller Volkskunde-Museum        | M   | Dorf 821            | 743941 / 248647 |
| 09074   |      | Gmündertobelbrücke                   | E   | Steinerstrasse      | 744161 / 250304 |
| 10495   |      | Eisensteg Zweibruggen (Haggenbrücke) | E   | Haggenstrasse       | 743472 / 251626 |
| 10513   |      | Urnäschbrücke im Kubel               | E   | Sturzenegg/Weitenau | 742510 / 251615 |

### Teufen
| KGS-Nr. | Foto | Objektbezeichnung  | Typ | Adresse                     | Koordinaten     |
| ------- | ---- | ------------------ | --- | --------------------------- | --------------- |
| 09074   |      | Gmündertobelbrücke | E   | Stein AR / Teufen (Gmünden) | 744161 / 250304 |

### Trogen
| KGS-Nr. | Foto | Objektbezeichnung                               | Typ | Adresse                 | Koordinaten     |
| ------- | ---- | ----------------------------------------------- | --- | ----------------------- | --------------- |
| 00525   |      | Pfarr- und Gemeindehaus (ehemaliger Herrensitz) | E   | Landsgemeindeplatz 1    | 752934 / 252736 |
| 00526   |      | Reformierte Kirche                              | E   | Landsgemeindeplatz      | 752958 / 252802 |
| 00527   |      | Rathaus                                         | E   | Landsgemeindeplatz 2    | 752949 / 252753 |
| 00528   |      | Zellwegerscher Doppelpalast                     | E   | Landsgemeindeplatz 5, 6 | 752929 / 252794 |
| 00529   |      | Fünfeckpalast                                   | E   | Landsgemeindeplatz 7    | 752867 / 252795 |
| 00532   |      | Ehemaliges Haus Zellweger                       | E   | Landsgemeindeplatz 4    | 752972 / 252778 |
| 00536   |      | Gasthaus «Zur Krone»                            | E   | Landsgemeindeplatz 3    | 752963 / 252764 |
| 00537   |      | Ehemaliges Haus Tobler am Berg                  | E   | Bergweg 1               | 752867 / 252724 |
| 00544   |      | Ehemaliges Mädchenkonvikt                       | E   | Landsgemeindeplatz 10   | 752876 / 252751 |
| 00545   |      | Sonnenhof                                       | E   | Bühlerstrasse 1         | 752910 / 252688 |
| 09323   |      | Kantonsbibliothek Appenzell Ausserrhoden        | B   | Landsgemeindeplatz 1    | 752932 / 252743 |

### Urnäsch
| KGS-Nr. | Foto | Objektbezeichnung            | Typ | Adresse              | Koordinaten     |
| ------- | ---- | ---------------------------- | --- | -------------------- | --------------- |
| 00552   |      | Wohnhaus mit Mühle           | O   | Müllstatt 1017, 1019 | 740146 / 243611 |
| 08507   |      | Appenzeller Brauchtumsmuseum | M   | Dorfplatz            | 739420 / 242358 |

### Wolfhalden
| KGS-Nr. | Foto | Objektbezeichnung | Typ | Adresse   | Koordinaten     |
| ------- | ---- | ----------------- | --- | --------- | --------------- |
| 00571   |      | Alte Mühle        | O   | Tobel 131 | 758313 / 257004 |